# Sportclub Potsdam 2023-2024
Questa voce raccoglie le informazioni riguardanti lo Sportclub Potsdam nelle competizioni ufficiali della stagione 2023-2024.

## Stagione
Lo Sportclub Potsdam partecipa alla stagione 2023-24 senza alcuna denominazione sponsorizzata.
Partecipa alla 1. Bundesliga, dove si classifica al quarto posto in regular season: qualificatosi ai play-off scudetto, si spinge fino in semifinale, dove perde contro lo Schweriner. In Coppa di Germania viene invece sconfitto in finale dal MTV Stoccarda.
In ambito europeo è invece di scena in Champions League, dove approda al turno play-off, perdendo il derby contro le connazionali del MTV Stoccarda.

## Organigramma societario
Area direttiva
- Presidente: Thorsten Bork

Area tecnica
- Allenatore: Riccardo Boieri
- Allenatore in seconda: Eduardo Romero
- Scoutman: José Pablo Salleras

Area sanitaria
- Medico: Peggy Kotsch, Rudolf Lassel
- Fisioterapista: Ismail-Jean Condé, Sophia Lichan, Florentina Robert, Thaddeus Schirmer

## Rosa
| N° | Nome                 | Ruolo | Data di nascita  | Nazionalità sportiva |
| -- | -------------------- | ----- | ---------------- | -------------------- |
| 1  | Tara Taubner         | O     | 11 gennaio 2002  | Serbia               |
| 2  | Breland Morrissette  | C     | 27 novembre 1999 | Stati Uniti          |
| 3  | Danielle Harbin      | O     | 2 settembre 1995 | Stati Uniti          |
| 4  | Justine Wong-Orantes | L     | 6 ottobre 1995   | Stati Uniti          |
| 5  | Suvi Kokkonen        | S     | 1º febbraio 2000 | Finlandia            |
| 6  | Antonia Stautz       | S     | 15 dicembre 1993 | Germania             |
| 7  | Leticia Bolano       | P     | 28 maggio 2006   | Germania             |
| 8  | Noelani Kleiner      | P     | 27 aprile 2004   | Germania             |
| 8  | Rike Machner         | P     | 2 aprile 2005    | Germania             |
| 9  | Kristina Gunčeva     | P     | 24 marzo 1994    | Bulgaria             |
| 11 | Sarah Stiriz         | L     | 11 novembre 2003 | Germania             |
| 12 | Rodica Buterez       | S     | 25 luglio 1999   | Romania              |
| 14 | Anastasia Cekulaev   | C     | 1º luglio 2003   | Germania             |
| 15 | Raquel Lázaro        | P     | 4 gennaio 2000   | Spagna               |
| 18 | Veronika Đokić       | C     | 27 agosto 2001   | Serbia               |
| 19 | Gréta Kiss           | S     | 6 maggio 1998    | Ungheria             |

## Mercato
| Acquisti | Acquisti             | Acquisti          | Acquisti   |
| R.       | Nome                 | da                | Modalità   |
| -------- | -------------------- | ----------------- | ---------- |
| S        | Rodica Buterez       | Târgoviște        | definitivo |
| P        | Kristina Gunčeva     | Chamalières       | definitivo |
| O        | Danielle Harbin      | Suhl              | definitivo |
| S        | Gréta Kiss           | Terville Florange | definitivo |
| S        | Suvi Kokkonen        | Vilsbiburg        | definitivo |
| P        | Raquel Lázaro        | Megavolley        | definitivo |
| C        | Breland Morrissette  | Georgia Tech      | definitivo |
| S        | Antonia Stautz       | Erfurt            | definitivo |
| O        | Tara Taubner         | Stella Rossa      | definitivo |
| L        | Justine Wong-Orantes | Béziers           | definitivo |

- Sarah Stiriz, L, è stata promossa dal settore giovanile.

| Cessioni | Cessioni          | Cessioni       | Cessioni   |
| R.       | Nome              | a              | Modalità   |
| -------- | ----------------- | -------------- | ---------- |
| C        | Selma Hetmann     | -              | ritirata   |
| S        | Hester Jasper     | Dresdner       | definitivo |
| L        | Aleksandra Jegdić | Dresdner       | definitivo |
| S        | Pia Leweling      | -              | ritirata   |
| O        | Rica Maase        | Münster        | definitivo |
| O        | Anett Németh      | Pinerolo       | definitivo |
| L        | Florien Reesink   | Genève         | definitivo |
| P        | Kim Robitaille    | Arīs Salonicco | definitivo |
| S        | Fleur Savelkoel   | Schweriner     | definitivo |
| C        | Maja Savić        | PTT            | definitivo |
| P        | Sarah van Aalen   | VakıfBank      | definitivo |
| S        | Laura Weihenmaier | Schweriner     | definitivo |

## Risultati

### 1. Bundesliga

#### Girone di andata
| 1ª giornata - 7 ottobre 2023 Margon Arena, Dresda             | Dresdner   | 0 - 3 | Potsdam       | 24-26, 20-25, 22-25               |
| 2ª giornata - 11 ottobre 2023 MBS Arena Potsdam, Potsdam      | Potsdam    | 3 - 0 | PTSV Aachen   | 25-12, 25-14, 25-8                |
| 3ª giornata - 20 ottobre 2023 ARENA Schwerin, Schwerin        | Schweriner | 3 - 0 | Potsdam       | 25-21, 25-19, 25-22               |
| 4ª giornata - 28 ottobre 2023 MBS Arena Potsdam, Potsdam      | Potsdam    | 3 - 0 | Neuwied       | 25-16, 25-13, 25-14               |
| 5ª giornata - 11 novembre 2023 MBS Arena Potsdam, Potsdam     | Potsdam    | 3 - 1 | Wiesbaden     | 25-22, 20-25, 25-18, 25-22        |
| 6ª giornata - 18 novembre 2023 Sporthalle Berg Fidel, Münster | Münster    | 0 - 3 | Potsdam       | 24-26, 20-25, 17-25               |
| 7ª giornata - 26 novembre 2023 MBS Arena Potsdam, Potsdam     | Potsdam    | 3 - 0 | Vilsbiburg    | 25-18, 25-23, 25-20               |
| 8ª giornata - 2 dicembre 2023 Sporthalle Wolfsgrube, Suhl     | Suhl       | 3 - 2 | Potsdam       | 25-22, 25-17, 16-25, 21-25, 15-13 |
| 9ª giornata - 9 dicembre 2023 MBS Arena Potsdam, Potsdam      | Potsdam    | 0 - 3 | MTV Stoccarda | 26-28, 15-25, 23-25               |

#### Girone di ritorno
| 10ª giornata - 16 dicembre 2023 MBS Arena Potsdam, Potsdam                 | Potsdam       | 2 - 3 | Dresdner   | 26-24, 17-25, 19-25, 26-24, 11-15 |
| 11ª giornata - 23 dicembre 2023 Sporthalle Neuköllner Straße, Aquisgrana   | PTSV Aachen   | 3 - 2 | Potsdam    | 25-22, 25-22, 16-25, 20-25, 15-13 |
| 12ª giornata - 30 dicembre 2023 MBS Arena Potsdam, Potsdam                 | Potsdam       | 3 - 1 | Schweriner | 18-25, 25-22, 25-16, 25-20        |
| 13ª giornata - 6 gennaio 2024 Sporthalle des Rhein-Wied-Gymnasium, Neuwied | Neuwied       | 0 - 3 | Potsdam    | 16-25, 17-25, 17-25               |
| 14ª giornata - 14 gennaio 2024 Platz der Deutschen Einheit, Wiesbaden      | Wiesbaden     | 0 - 3 | Potsdam    | 23-25, 10-25, 7-25                |
| 15ª giornata - 3 gennaio 2024 MBS Arena Potsdam, Potsdam                   | Potsdam       | 0 - 3 | Münster    | 19-25, 21-25, 12-25               |
| 16ª giornata - 24 gennaio 2024 Ballsporthalle, Vilsbiburg                  | Vilsbiburg    | 2 - 3 | Potsdam    | 19-25, 25-21, 18-25, 25-22, 4-15  |
| 17ª giornata - 27 gennaio 2024 MBS Arena Potsdam, Potsdam                  | Potsdam       | 0 - 3 | Suhl       | 16-25, 15-25, 20-25               |
| 18ª giornata - 3 febbraio 2024 SCHARRena, Stoccarda                        | MTV Stoccarda | 0 - 3 | Potsdam    | 24-26, 20-25, 21-25               |

#### Turno intermedio - Gruppo A (1-5)
| 2ª giornata - 17 febbraio 2024 SCHARRena, Stoccarda       | MTV Stoccarda | 3 - 0 | Potsdam    | 25-17, 25-17, 25-23               |
| 3ª giornata - 24 febbraio 2024 MBS Arena Potsdam, Potsdam | Potsdam       | 3 - 2 | Schweriner | 24-26, 25-23, 25-13, 24-26, 15-13 |
| 4ª giornata - 9 marzo 2024 MBS Arena Potsdam, Potsdam     | Potsdam       | 3 - 1 | Suhl       | 25-21, 23-25, 25-13, 25-21        |
| 5ª giornata - 16 marzo 2024 Margon Arena, Dresda          | Dresdner      | 3 - 1 | Potsdam    | 21-25, 25-18, 25-13, 25-20        |

#### Play-off scudetto
| Quarti di finale (gara 1) - 24 marzo 2024 MBS Arena Potsdam, Potsdam  | Potsdam    | 3 - 0 | Suhl       | 25-15, 25-14, 27-25        |
| Quarti di finale (gara 2) - 27 marzo 2024 Sporthalle Wolfsgrube, Suhl | Suhl       | 0 - 3 | Potsdam    | 24-26, 21-25, 20-25        |
| Semifinali (gara 1) - 3 aprile 2024 ARENA Schwerin, Schwerin          | Schweriner | 3 - 1 | Potsdam    | 21-25, 25-20, 25-23, 25-18 |
| Semifinali (gara 2) - 6 aprile 2024 MBS Arena Potsdam, Potsdam        | Potsdam    | 1 - 3 | Schweriner | 19-25, 23-25, 25-22, 15-25 |

### Coppa di Germania
| Ottavi di finale - 4 novembre 2023 Sporthalle des Rhein-Wied, Neuwied | Neuwied    | 0 - 3 | Potsdam       | 13-25, 21-25, 21-25        |
| Quarti di finale - 22 novembre 2023 MBS Arena Potsdam, Potsdam        | Potsdam    | 3 - 1 | Wiesbaden     | 25-20, 20-25, 30-28, 25-14 |
| Semifinali - 14 dicembre 2023 Ballsporthalle, Vilsbiburg              | Vilsbiburg | 0 - 3 | Potsdam       | 18-25, 23-25, 22-25        |
| Finale - 3 marzo 2024 SAP Arena, Mannheim                             | Potsdam    | 0 - 3 | MTV Stoccarda | 14-25, 19-25, 15-25        |

### Champions League

#### Fase a gironi
| 1ª giornata - 7 novembre 2023 Łódź Sport Arena, Łódź             | Budowlani Łódź | 0 - 3 | Potsdam        | 21-25, 18-25, 24-26               |
| 2ª giornata - 14 novembre 2023 MBS Arena Potsdam, Potsdam        | Potsdam        | 0 - 3 | Fenerbahçe     | 18-25, 20-25, 19-25               |
| 3ª giornata - 30 novembre 2023 Hala Tivoli, Lubiana              | Kamnik         | 2 - 3 | Potsdam        | 25-18, 23-25, 18-25, 25-23, 14-16 |
| 4ª giornata - 6 dicembre 2023 Burhan Felek Spor Salonu, Istanbul | Fenerbahçe     | 3 - 0 | Potsdam        | 25-13, 25-19, 25-15               |
| 5ª giornata - 10 gennaio 2024 MBS Arena Potsdam, Potsdam         | Potsdam        | 3 - 1 | Budowlani Łódź | 20-25, 25-16, 26-24, 25-18        |
| 6ª giornata - 16 gennaio 2024 MBS Arena Potsdam, Potsdam         | Potsdam        | 3 - 0 | Kamnik         | 30-28, 25-10, 25-18               |

#### Fase a eliminazione diretta
| Play-off (andata) - 1º febbraio 2024 SCHARRena, Stoccarda       | MTV Stoccarda | 3 - 0 | Potsdam       | 25-18, 27-25, 25-19 |
| Play-off (ritorno) - 7 febbraio 2024 MBS Arena Potsdam, Potsdam | Potsdam       | 0 - 3 | MTV Stoccarda | 19-25, 24-26, 22-25 |

## Statistiche

### Statistiche di squadra
| Competizione      | Punti | In casa | In casa | In casa | In trasferta | In trasferta | In trasferta | Totale | Totale | Totale |
| Competizione      | Punti | G       | V       | P       | G            | V            | P            | G      | V      | P      |
| ----------------- | ----- | ------- | ------- | ------- | ------------ | ------------ | ------------ | ------ | ------ | ------ |
| 1. Bundesliga     | 29/8  | 13      | 8       | 5       | 13           | 7            | 6            | 26     | 15     | 11     |
| Coppa di Germania | -     | 1       | 1       | 0       | 2            | 2            | 0            | 4      | 3      | 1      |
| Champions League  | 11    | 4       | 2       | 2       | 4            | 2            | 2            | 8      | 4      | 4      |
| Totale            | -     | 18      | 11      | 7       | 19           | 11           | 8            | 38     | 22     | 16     |

G = partite giocate; V = partite vinte; P = partite perse

### Statistiche dei giocatori
| Giocatrice      | 1. Bundesliga | 1. Bundesliga | 1. Bundesliga | 1. Bundesliga | 1. Bundesliga | Coppa di Germania | Coppa di Germania | Coppa di Germania | Coppa di Germania | Coppa di Germania | Champions League | Champions League | Champions League | Champions League | Champions League | Totale | Totale | Totale | Totale | Totale |
| Giocatrice      | P             | PT            | AV            | MV            | BV            | P                 | PT                | AV                | MV                | BV                | P                | PT               | AV               | MV               | BV               | P      | PT     | AV     | MV     | BV     |
| --------------- | ------------- | ------------- | ------------- | ------------- | ------------- | ----------------- | ----------------- | ----------------- | ----------------- | ----------------- | ---------------- | ---------------- | ---------------- | ---------------- | ---------------- | ------ | ------ | ------ | ------ | ------ |
| L. Bolano       | 0             | 0             | 0             | 0             | 0             | -                 | -                 | -                 | -                 | -                 | -                | -                | -                | -                | -                | 0      | 0      | 0      | 0      | 0      |
| R. Buterez      | 23            | 228           | 196           | 23            | 9             | 6                 | 45                | 39                | 5                 | 1                 | 8                | 73               | 60               | 5                | 8                | 37     | 346    | 295    | 33     | 18     |
| A. Cekulaev     | 24            | 166           | 107           | 38            | 21            | 4                 | 23                | 15                | 5                 | 3                 | 7                | 45               | 29               | 8                | 8                | 35     | 234    | 151    | 51     | 32     |
| V. Đokić        | 14            | 41            | 23            | 15            | 3             | 4                 | 31                | 14                | 11                | 6                 | 6                | 19               | 8                | 11               | 0                | 24     | 91     | 45     | 37     | 9      |
| K. Gunčeva      | 18            | 24            | 14            | 4             | 6             | 2                 | 0                 | 0                 | 0                 | 0                 | 5                | 7                | 2                | 2                | 3                | 25     | 31     | 16     | 6      | 9      |
| D. Harbin       | 24            | 292           | 257           | 19            | 16            | 4                 | 55                | 44                | 8                 | 3                 | 7                | 66               | 59               | 6                | 1                | 35     | 413    | 360    | 33     | 20     |
| G. Kiss         | 20            | 43            | 37            | 1             | 5             | 4                 | 17                | 12                | 4                 | 1                 | 8                | 17               | 11               | 4                | 2                | 32     | 77     | 60     | 9      | 8      |
| N. Kleiner      | 0             | 0             | 0             | 0             | 0             | 0                 | 0                 | 0                 | 0                 | 0                 | 0                | 0                | 0                | 0                | 0                | 0      | 0      | 0      | 0      | 0      |
| S. Kokkonen     | 22            | 264           | 233           | 23            | 8             | 4                 | 22                | 19                | 3                 | 0                 | 8                | 83               | 75               | 7                | 1                | 34     | 369    | 327    | 33     | 9      |
| R. Lázaro       | 26            | 61            | 33            | 18            | 10            | 4                 | 9                 | 5                 | 2                 | 2                 | 7                | 15               | 12               | 2                | 1                | 37     | 85     | 50     | 22     | 13     |
| B. Morrissette  | 23            | 142           | 80            | 51            | 11            | 1                 | 2                 | 1                 | 0                 | 1                 | 7                | 37               | 23               | 9                | 5                | 31     | 181    | 104    | 60     | 17     |
| R. Machner      | -             | -             | -             | -             | -             | -                 | -                 | -                 | -                 | -                 | 0                | 0                | 0                | 0                | 0                | 0      | 0      | 0      | 0      | 0      |
| A. Stautz       | 25            | 181           | 138           | 14            | 29            | 4                 | 27                | 24                | 3                 | 0                 | 6                | 15               | 14               | 0                | 1                | 35     | 223    | 176    | 17     | 30     |
| S. Stiriz       | 2             | 0             | 0             | 0             | 0             | 1                 | 0                 | 0                 | 0                 | 0                 | 2                | 0                | 0                | 0                | 0                | 5      | 0      | 0      | 0      | 0      |
| T. Taubner      | 20            | 116           | 101           | 6             | 9             | 1                 | 8                 | 5                 | 0                 | 3                 | 7                | 58               | 50               | 2                | 6                | 28     | 182    | 156    | 8      | 18     |
| J. Wong-Orantes | 25            | 0             | 0             | 0             | 0             | 4                 | 0                 | 0                 | 0                 | 0                 | 8                | 0                | 0                | 0                | 0                | 37     | 0      | 0      | 0      | 0      |

P = presenze; PT = punti totali; AV = attacchi vincenti; MV = muri vincenti; BV = battute vincenti